# グレープフルーツ

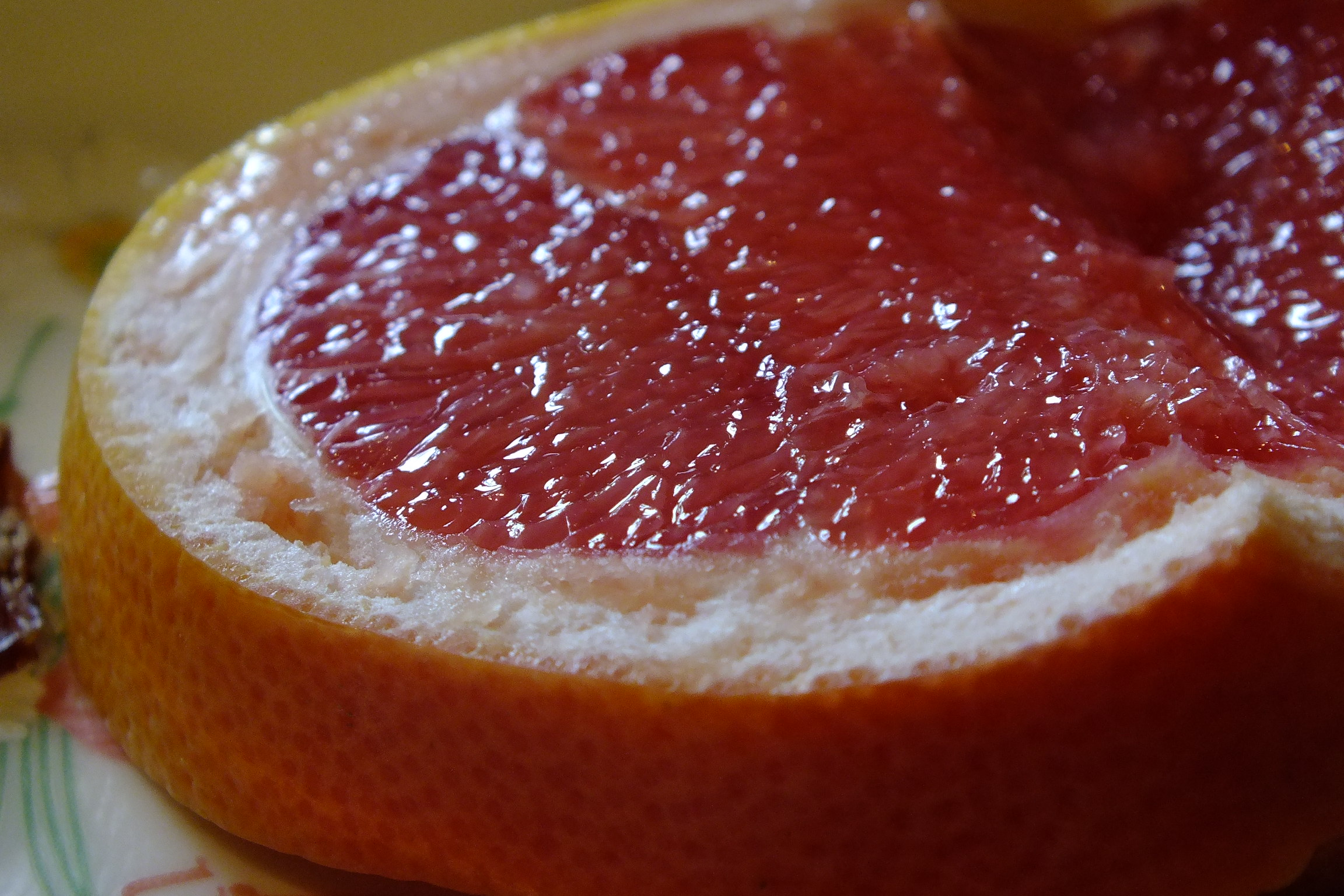
果肉はマーシュというホワイト系のものとルビーというピンク系のものがある。ルビーは酸味が少なく甘い。

グレープフルーツ（学名：Citrus x paradisi、英: grapefruit）はミカン科（APG分類のミカン科）の中高木。あるいはその果実。またトローニャ（toronja）やパンプルムース（pamplemousse）と呼ばれることもある。柑橘類としては大きめの果実で、果肉の色からルビー、ホワイト、ピンクの種類があり、食味は甘味と酸味とほのかな苦味がある。

## 概要
亜熱帯を原産とする柑橘類である。ザボン（ブンタン、英名：pummelo、学名：Citrus grandis）とオレンジ（学名：Citrus sinensis）が自然に交配したものであり前者の特徴を多く受け継いでいる。
1750年代に、西インド諸島のバルバドスで発見されたものが最初とされる。19世紀のはじめに種子の状態でアメリカのフロリダ地域に持ち込まれ、それからカリフォルニアやテキサスなどに広まり、世界各地に広まっていったという。19世紀の後半までは主に観賞用として栽培されていたと言う説が有力である。
グレープフルーツの木は、常緑樹であり5 - 6メートル (m) の丈のものが多く見られるが、成長を続ければ13 - 15 mにもなる。その葉は15センチメートル (cm) ほどの長さで細長く、花は5 cmほどの大きさで白く4枚の花弁がある。果実は10 - 15 cm、重さ400 - 500グラム (g) ほどの大きさをもつ黄色い球形で、ザボンの遺伝子形質をもつとされる。中の果肉がルビー、ホワイト、ピンクのものがあり、果皮の色も果肉によって異なる。
果肉は柔らかく、汁が多く、淡い苦味がある。（ほろ苦さの主成分はナリンギンなど）。主にノートカトンとチオテルピネオールに由来する、特有の香りがある。
種類、分類
グレープフルーツは様々な種類があるが、例えば「ルビー」などのように果肉の色で呼び分けるのが一般的である。
品種は多くあるが、主に果肉は「マーシュ」というホワイト系のものと「ルビー」というピンク系のものがある。ルビーは酸味が少なく甘い。その他、多くの品種がある。
呼称や学名の由来
英語の「グレープフルーツ（grapefruit)」という呼称は、1800年代につけられた。これは、この木の果実が小枝に3から10ほどの房状に、まるでグレープ（grape、ブドウ）のように木になるので、そう呼ばれるようになったとされる。
1830年代にザボン（英名はシャドック (shaddock)）とは別の種と考えられていて、1950年代になるまで、自然交配の結果に生まれた種であるとは認識されていなかった。学名をCitrus paradisiとされたが、その後、学名は雑種を示すCitrus × paradisiに変更された。（なお多くの辞書や百科事典で現在でも「学名:Citrus paradisi」と「×」無しの名称が掲載されている。）
グレープフルーツとの交配種
セミノールやミネオラ (minneola) は、グレープフルーツにタンジェリンを掛け合わせることで作出された。オロブランコ（スウィーティー）とメロゴールドは共にグレープフルーツの4倍体に無酸ブンタンをかけあわせる実験によりカリフォルニア大学リバーサイド校柑橘類栽培試験場の名誉教授ジェームス・W・キャメロンと同校の教授で遺伝学者のロバート・スーストらがメロゴールドと共に作出した。
ギャラリー

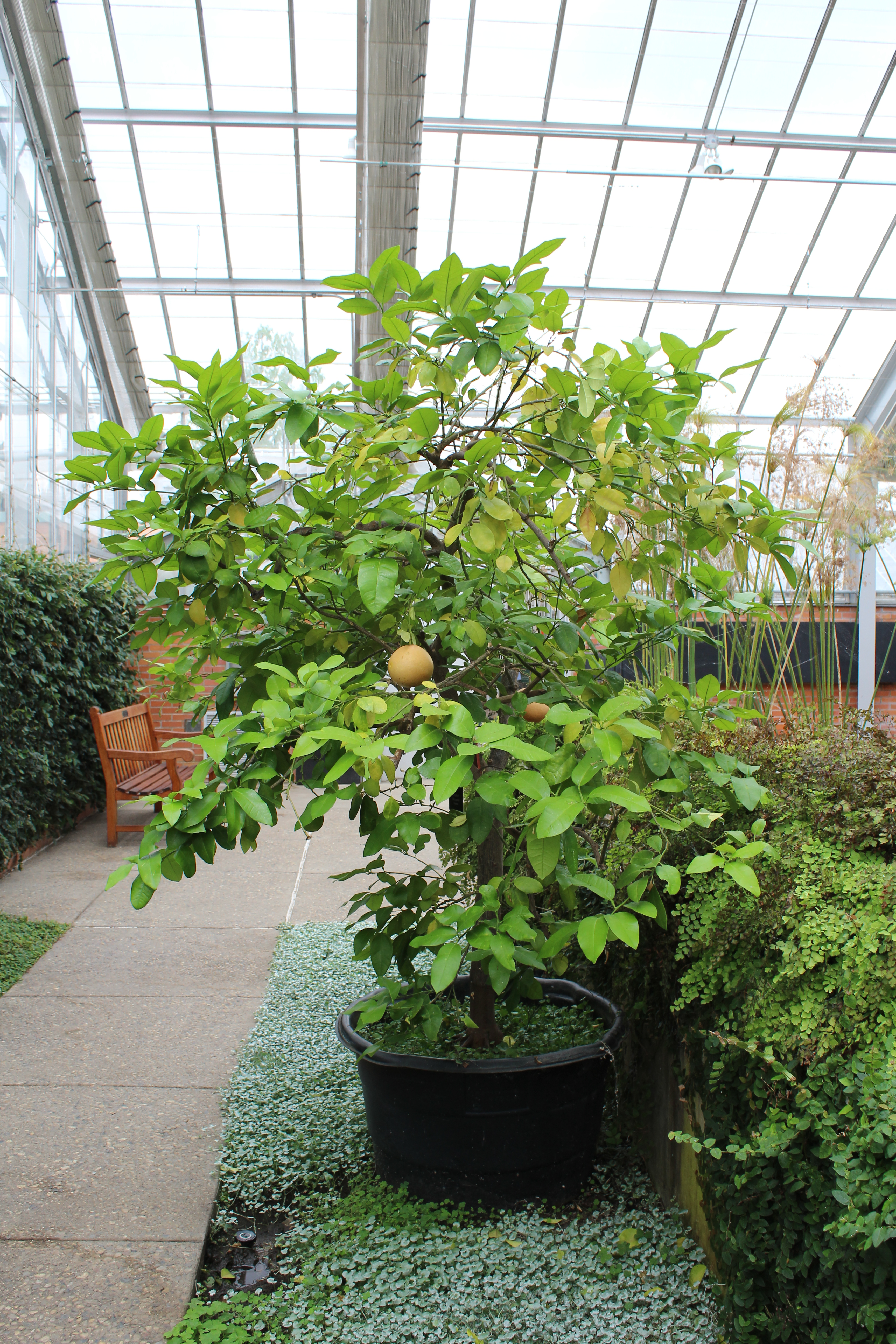
グレープフルーツの木
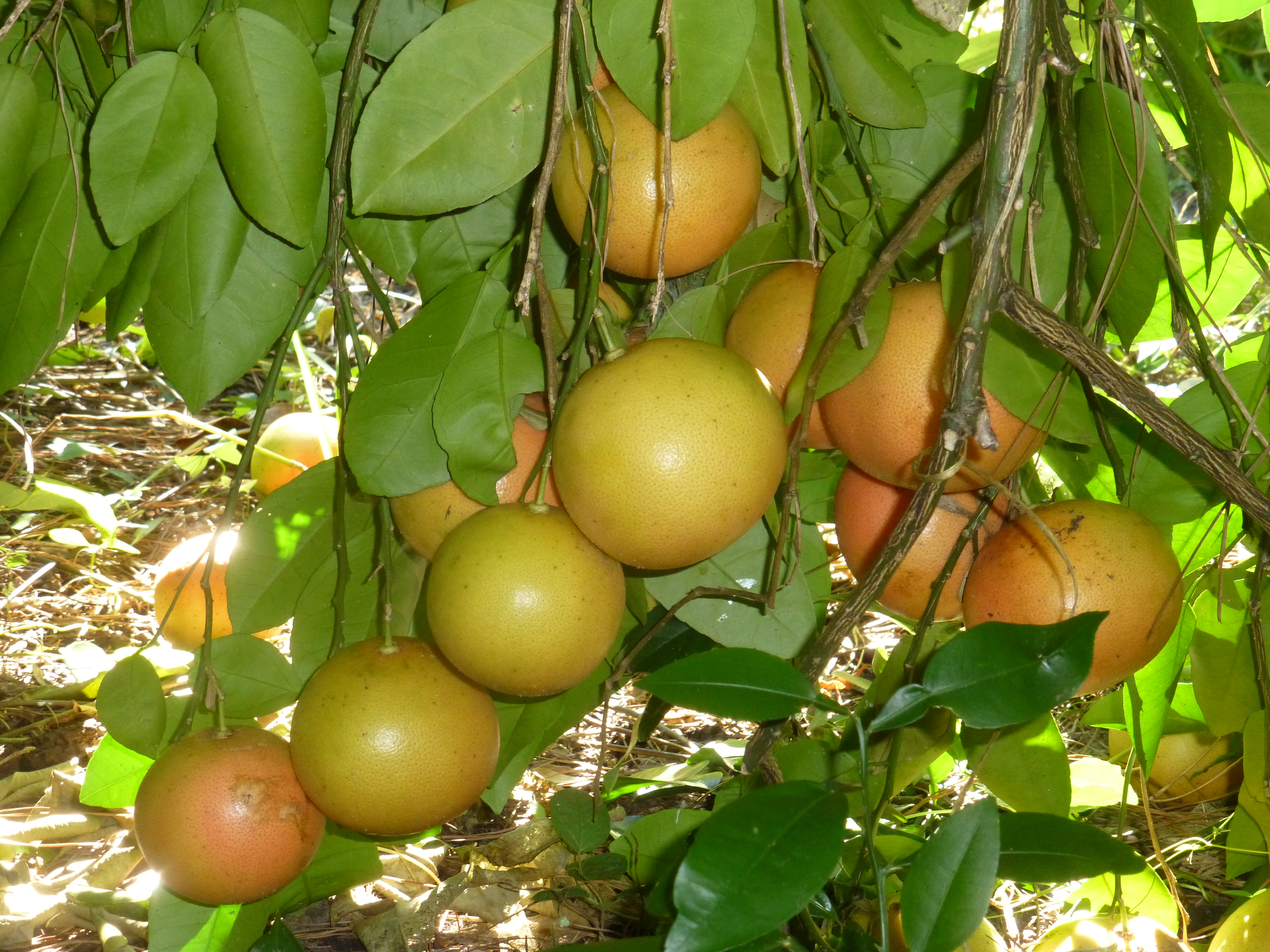
果実が木に実っているところ。
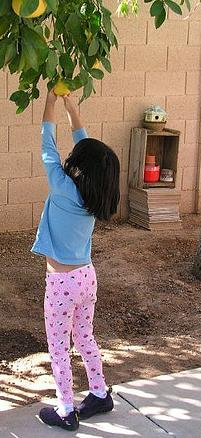
グレープフルーツの枝、葉、果実、それをもぐ子供。
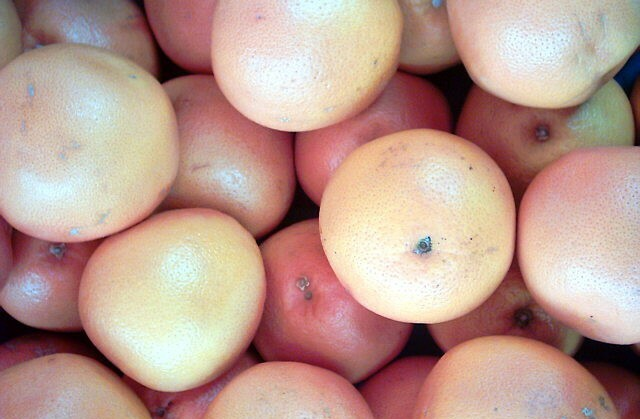
収穫された実のかずかず
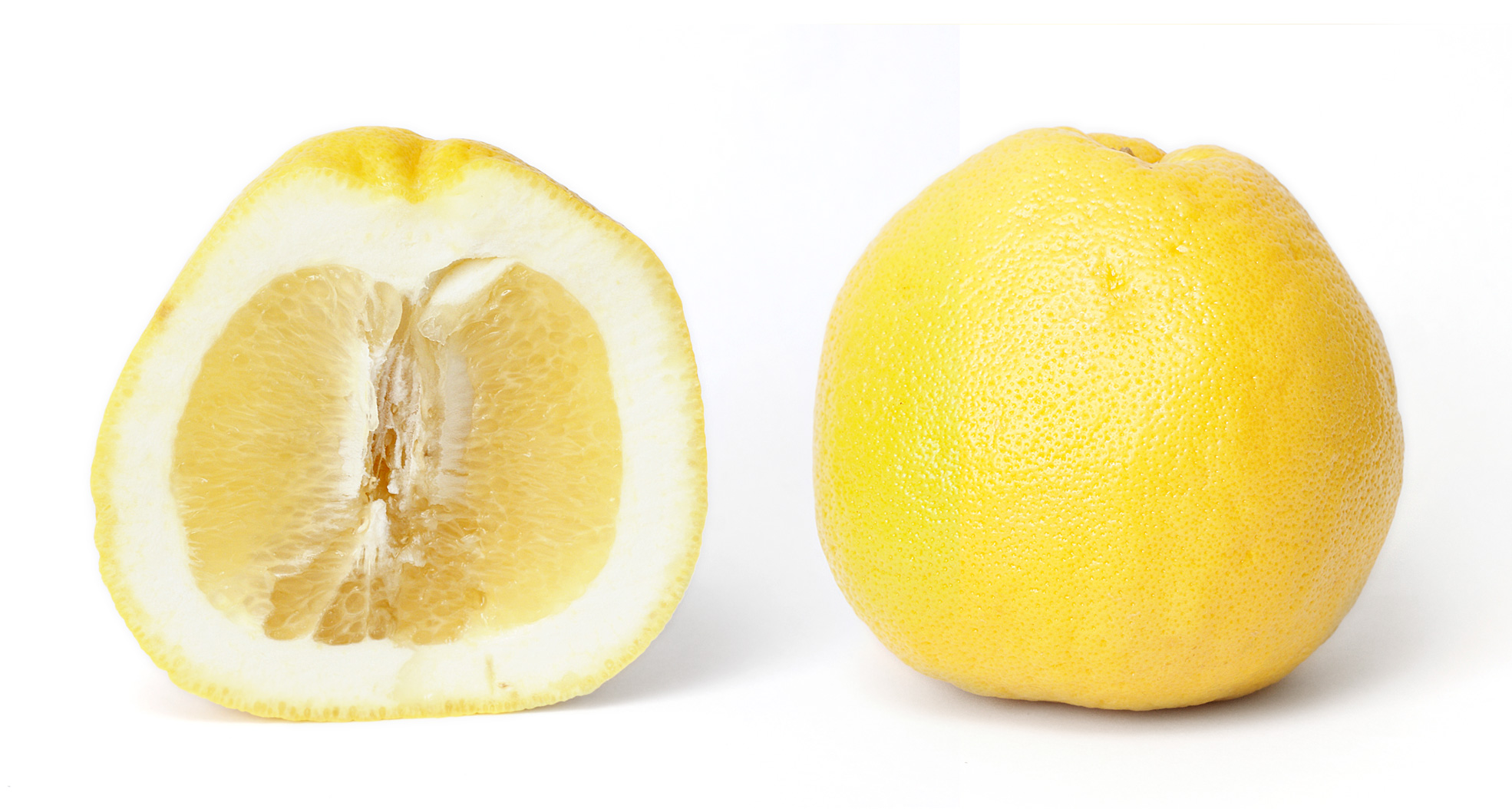
ホワイト系の断面。
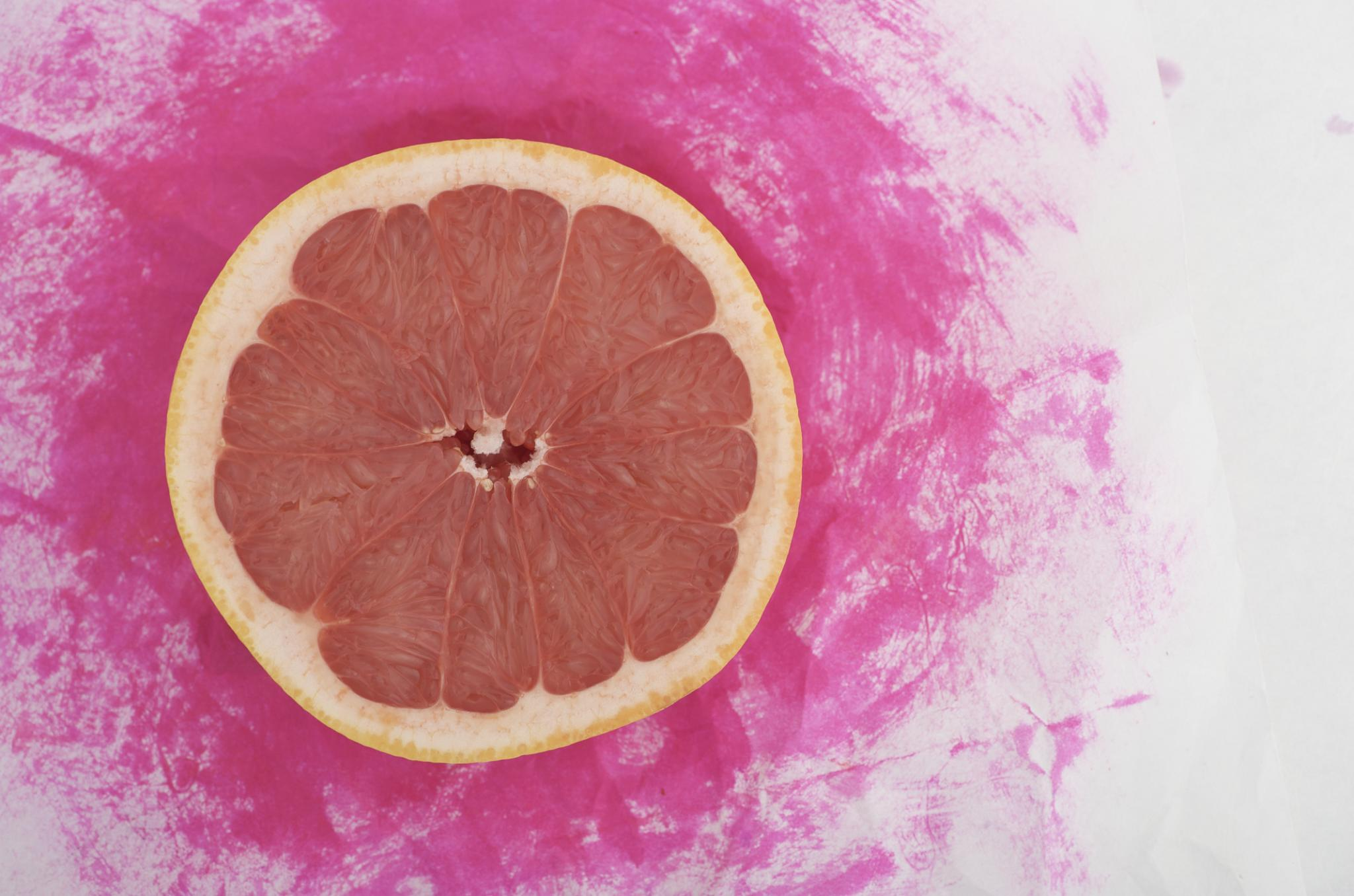
ピンク系断面。

## 利用
生で食べるほかにジュースや様々な加工食品に用いられる。
生で食べる場合、半分にカットして専用のスプーン（グレープフルーツ・スプーン）で食べる方法がある。なお、グレープフルーツを切断するときにも、グレープフルーツの切断に特化した専用のナイフ（グレープフルーツナイフ）を用いることがある。
甘さや酸味の他に「ほろ苦さ」があるのが特徴で、このほろ苦さが好きだという人と、この苦みが好きでないという人がおり、苦手な人の中には生食の際に砂糖をまぶして食べる人もいる。
また、絞り汁はグレープフルーツジュースとして飲まれる。グレープフルーツ専用の搾り器もある。カクテルやサワーの材料にも用いられ、グレープフルーツ果汁入りの市販のアルコール飲料も多種類売られている。大塚食品の炭酸飲料のMATCHにもグレープフルーツ果汁が入っている。
皮もマーマレードやジャムに使われることもある。
グレープフルーツの種からは抗菌成分が抽出できる。
なお市販の食用のグレープフルーツの種の発芽率は高く、土に埋めておけば比較的簡単に発芽する。

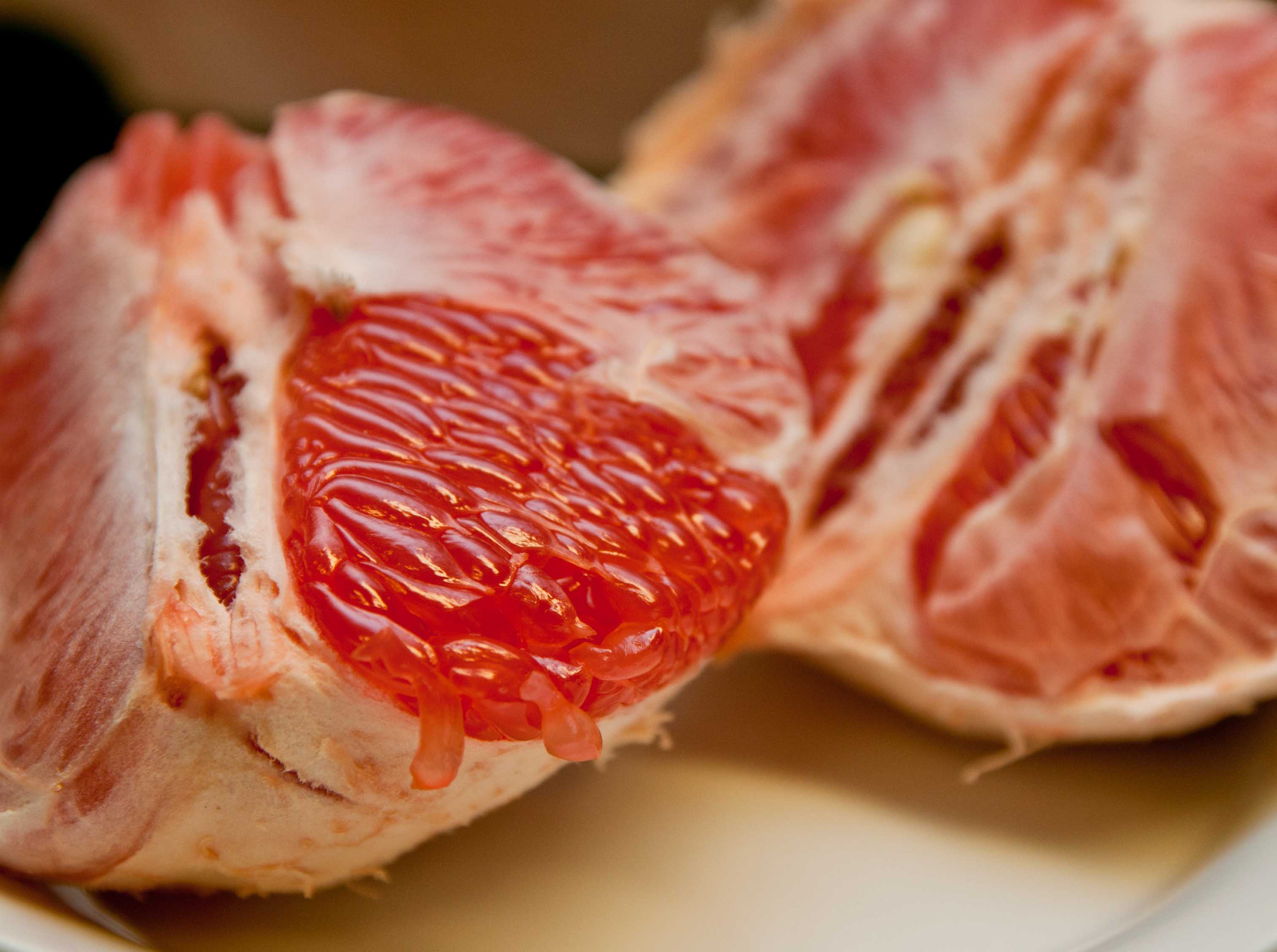
果実の外側の皮（果皮）を剥くと、こういう状態になる。さらに薄い皮（心皮）をむいて食べても良い。
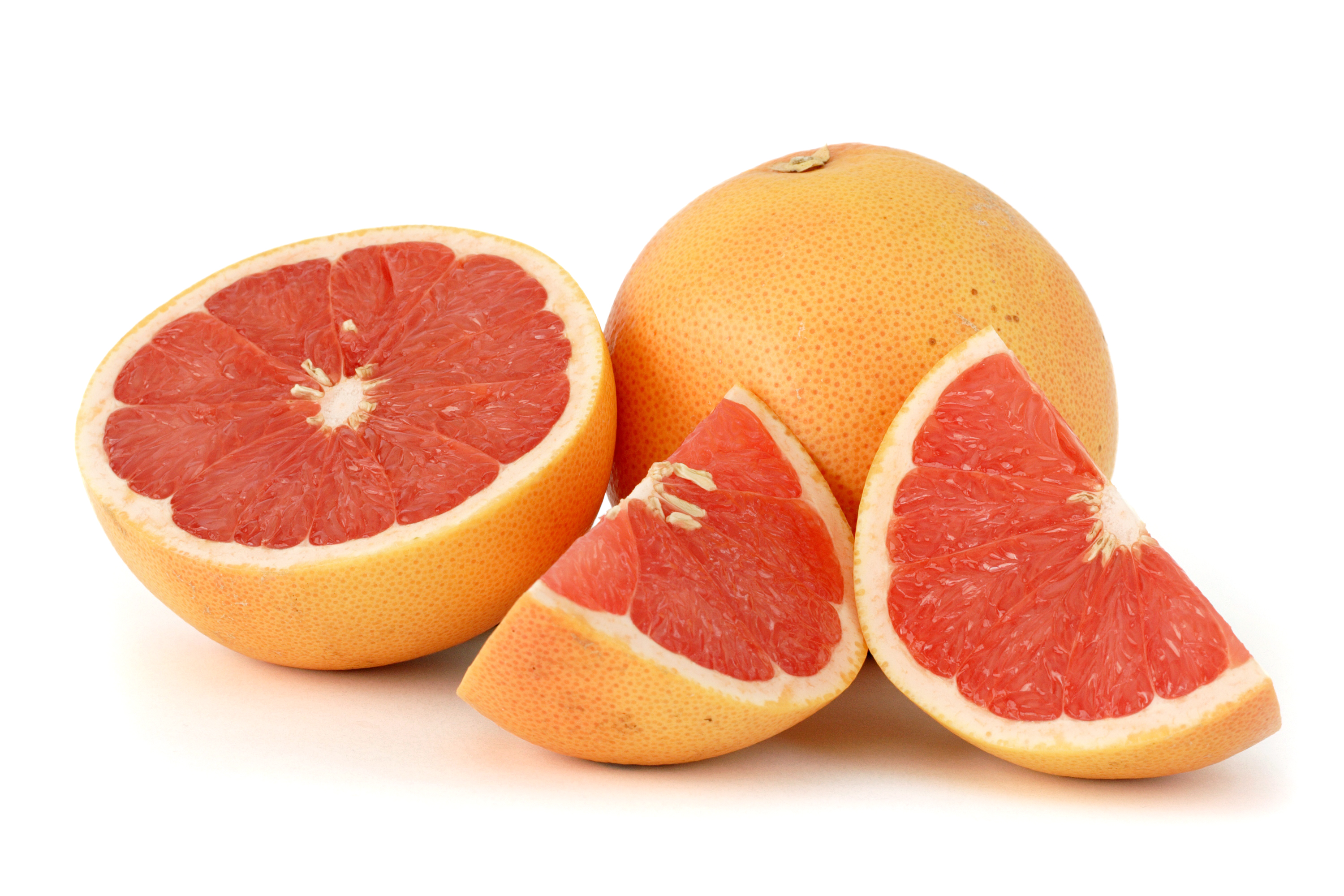
生食の場合、むくのが面倒なのでたいていは半分などにカットしてスプーンで食べられる。
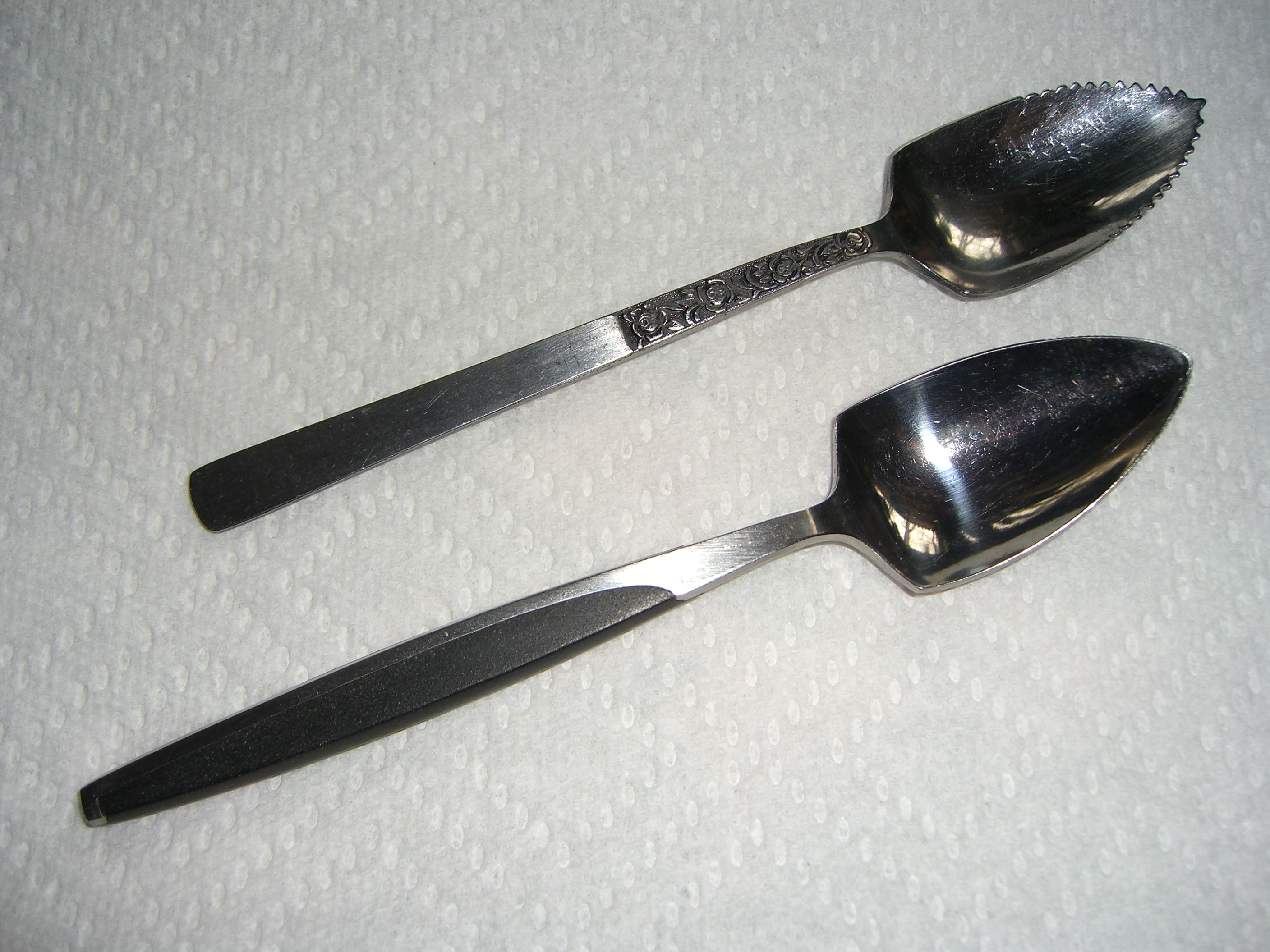
グレープフルーツ用のスプーン
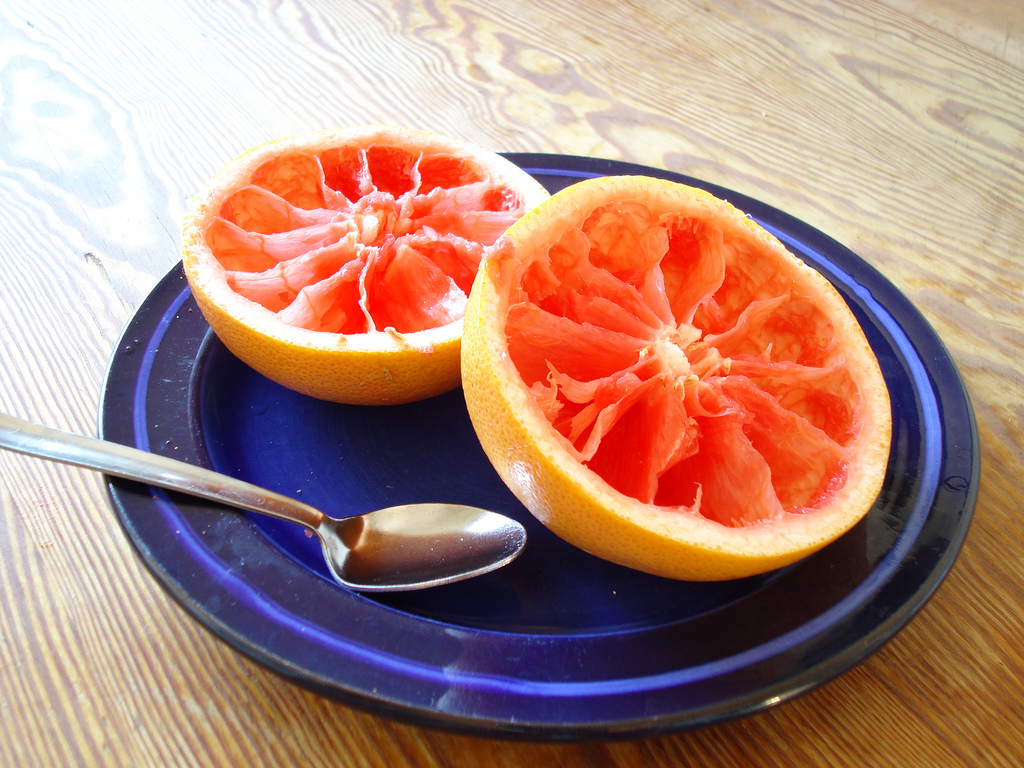
食べ終えたグレープフルーツ。
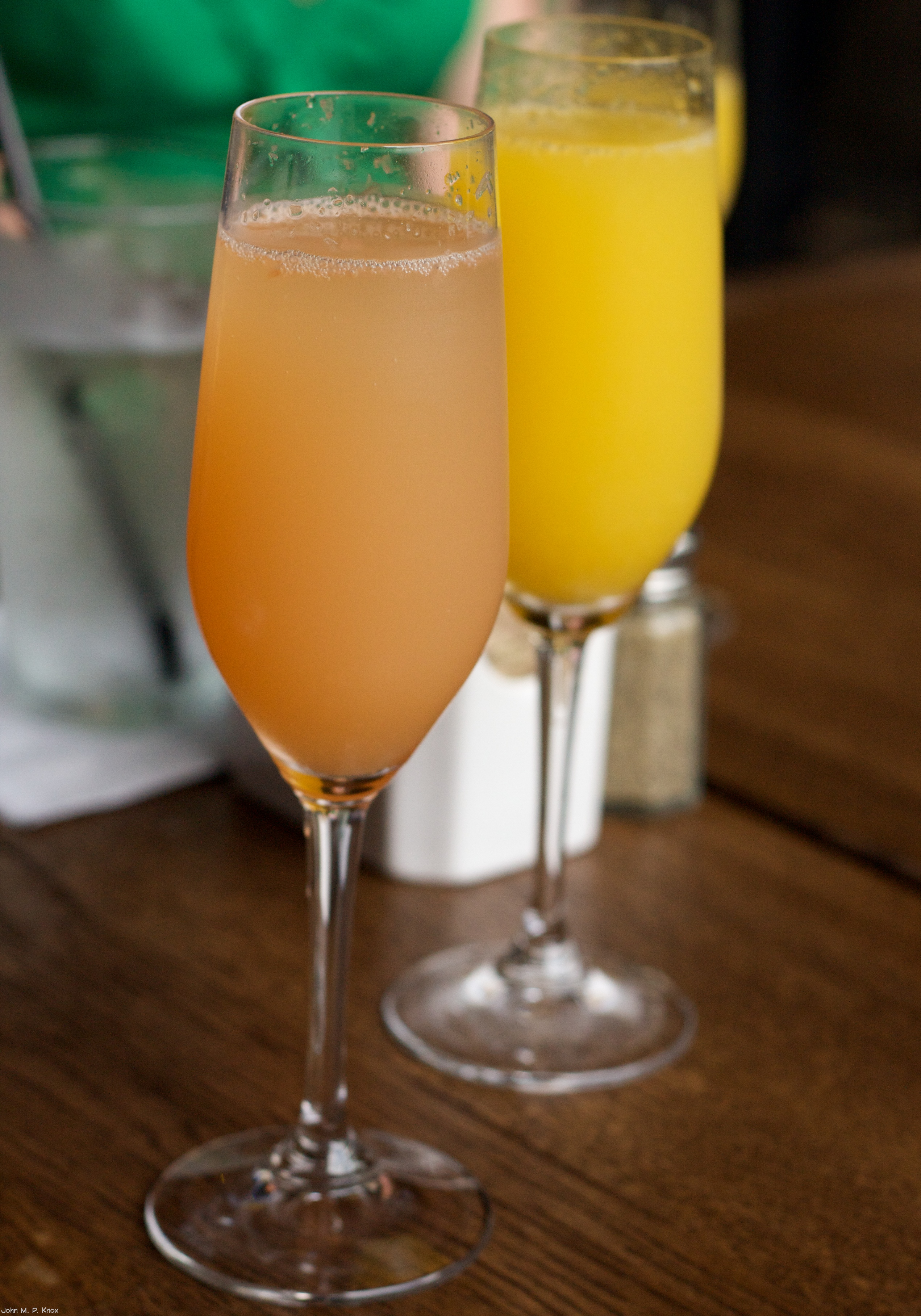
手前がグレープフルーツ・ジュース（後ろはオレンジジュース）
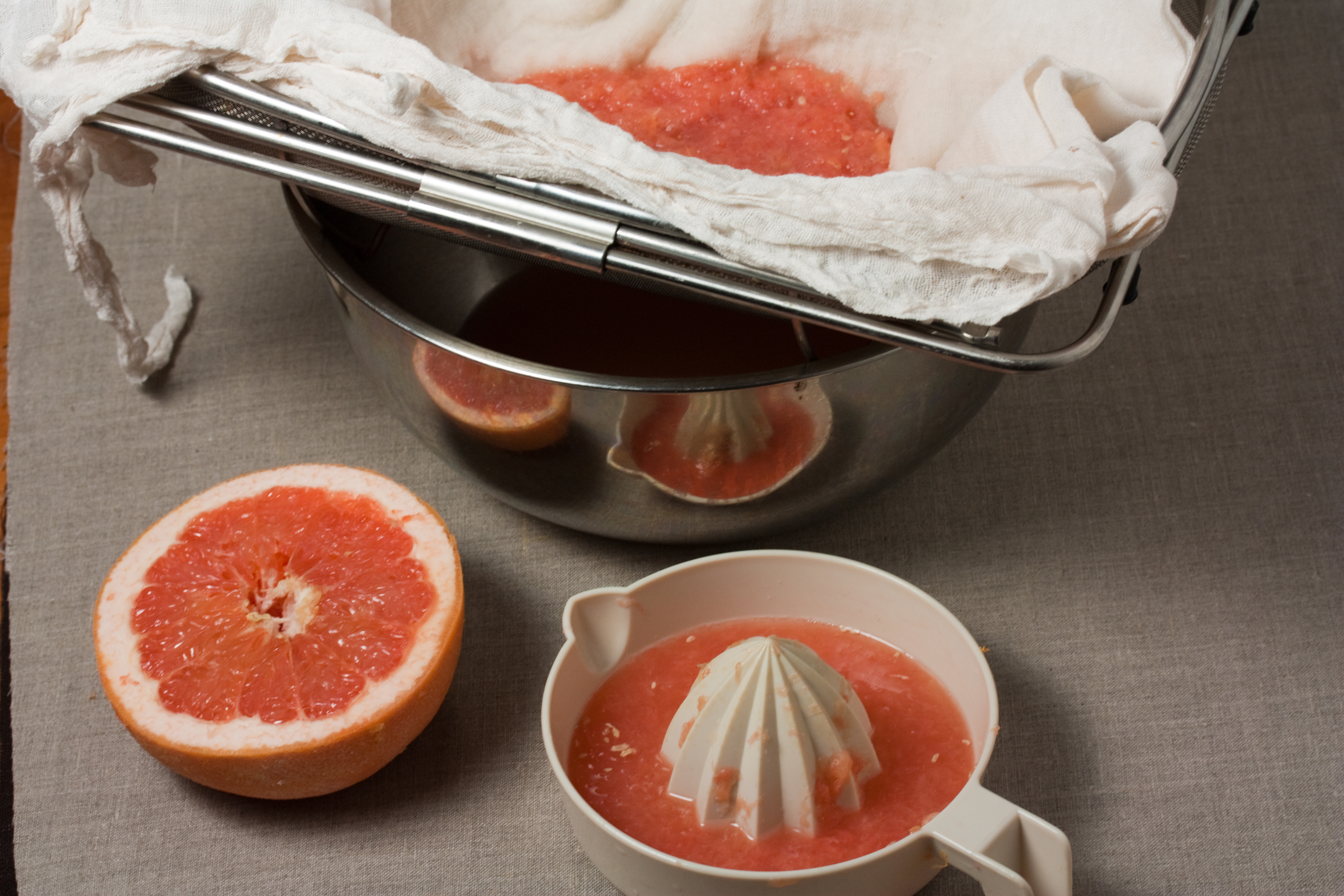
グレープフルーツのジュースを作るための道具。
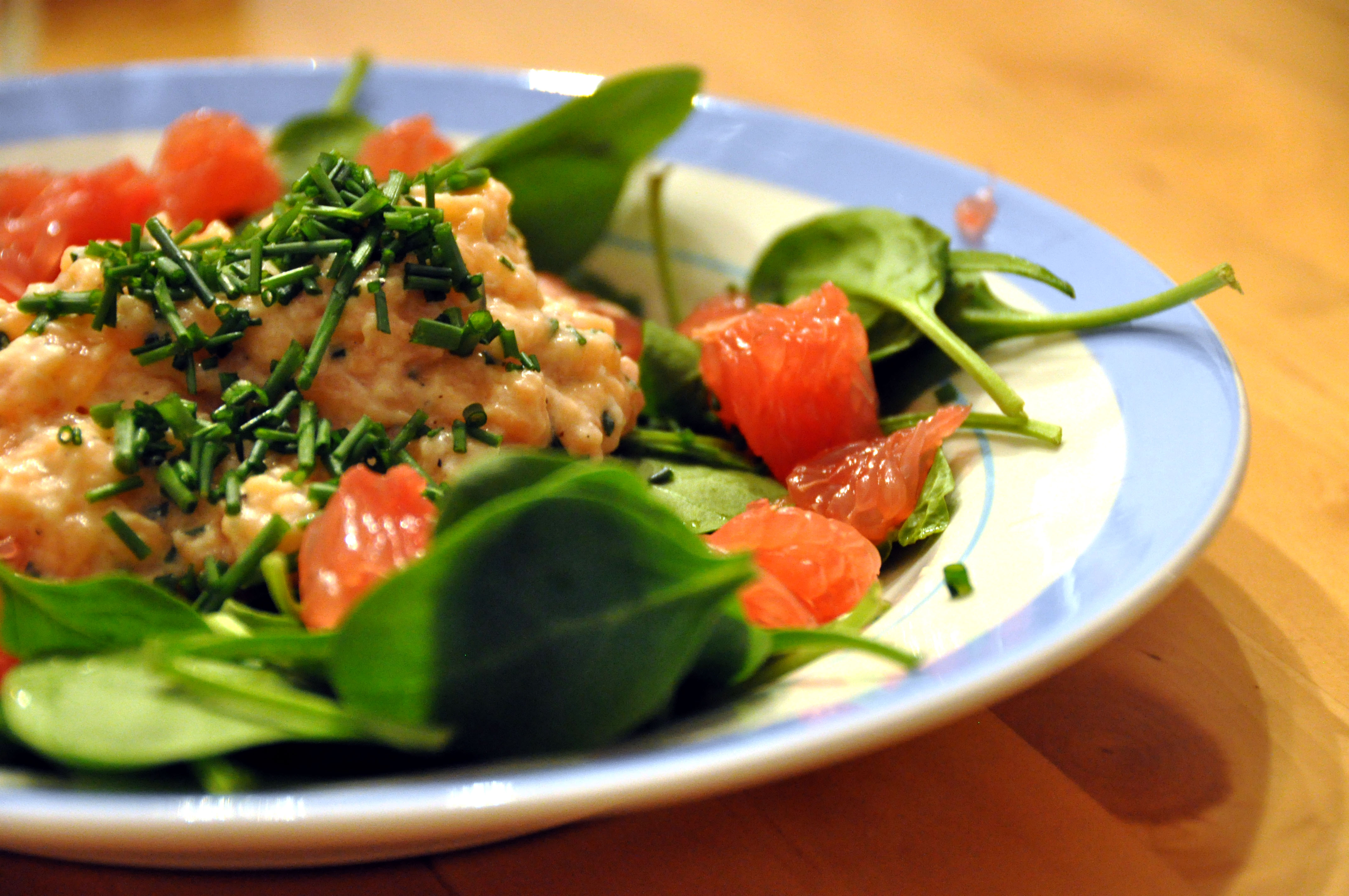
料理に使われたグレープフルーツ。
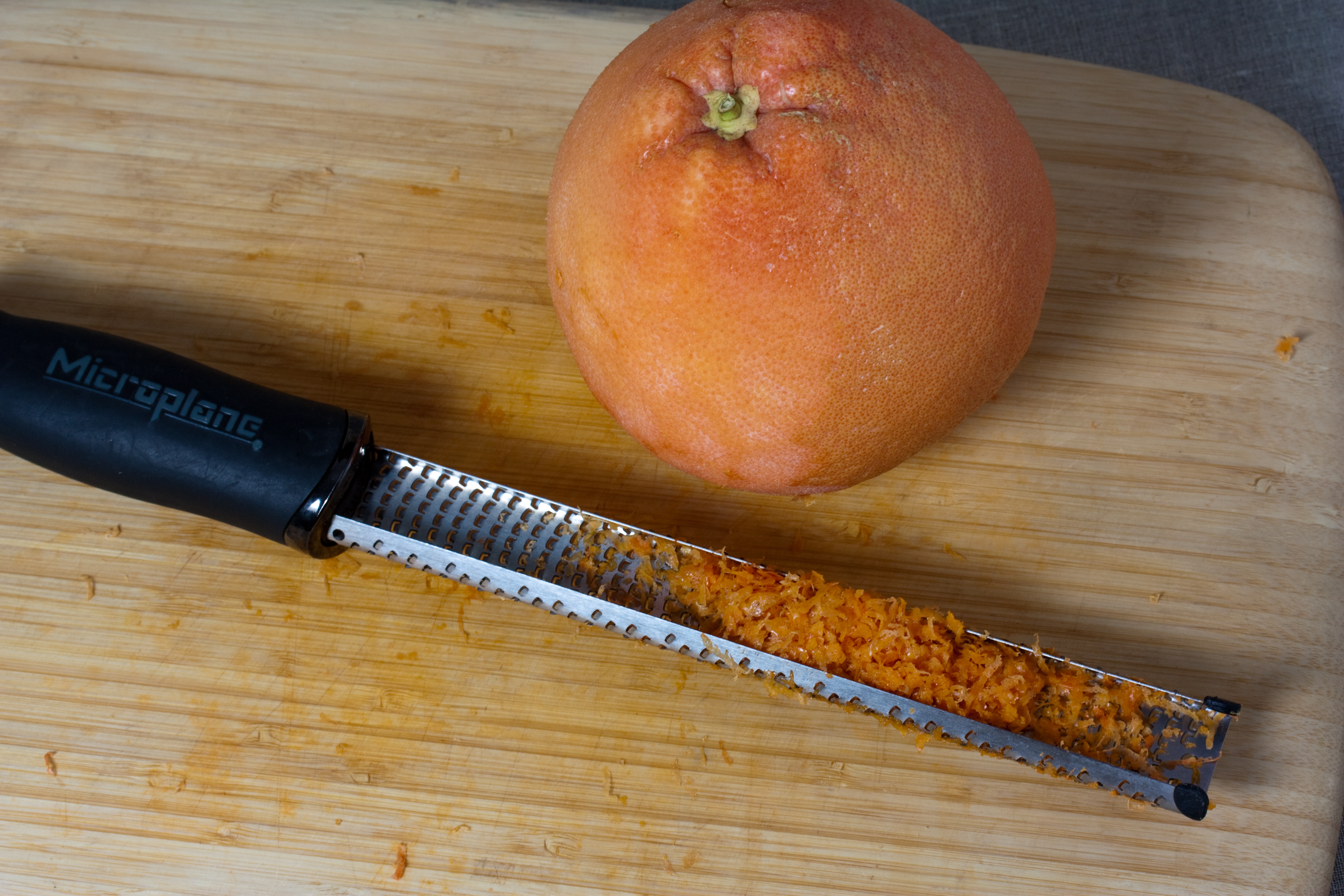
皮を細かくして利用するための道具

## 健康効果
グレープフルーツには、フラボノイドが多様に含まれている。グレープフルーツやグレープフルーツジュースが、体重減少に効果があったと研究論文が発表されている。2011年には、グレープフルーツの芳香に含まれるヌートカノンに肥満抑制作用、運動持久力向上効果が見られるというラットの研究が、花王生物科学研究所より発表されている。

## 薬との相互作用
グレープフルーツの果肉に含まれるフラノクマリン類は、様々な医薬品と相互作用（干渉し、意図しない効果を生み出すこと）が、1990年に報告された。
これは、薬物代謝酵素（解毒酵素）のシトクロムP450サブタイプ3A4 (CYP3A4) を阻害する作用によるものである。この作用を起こす成分は、グレープフルーツにも含まれるが、特にグレープフルーツジュースには高濃度で含まれる。
特にカルシウム拮抗剤という系統の高血圧治療薬などで、グレープフルーツの影響を強く受ける薬があることがよく知られている。このほかにシクロスポリン、ベンゾジアゼピン系、風邪薬でも主作用、副作用ともに効果が効き過ぎてしまう。阻害様式は、不可逆的に阻害するために阻害作用は3-4日続き、グレープフルーツジュースの摂取自体を禁止（併用禁忌）する必要がある。85の薬と相互作用し、約半分では重篤な副作用を起こす可能性がある。
フラノクマリン類は、グレープフルーツ類をはじめ、他のザボン系の種にも含まれるが、含有量はそれぞれに異なる。

## 生産

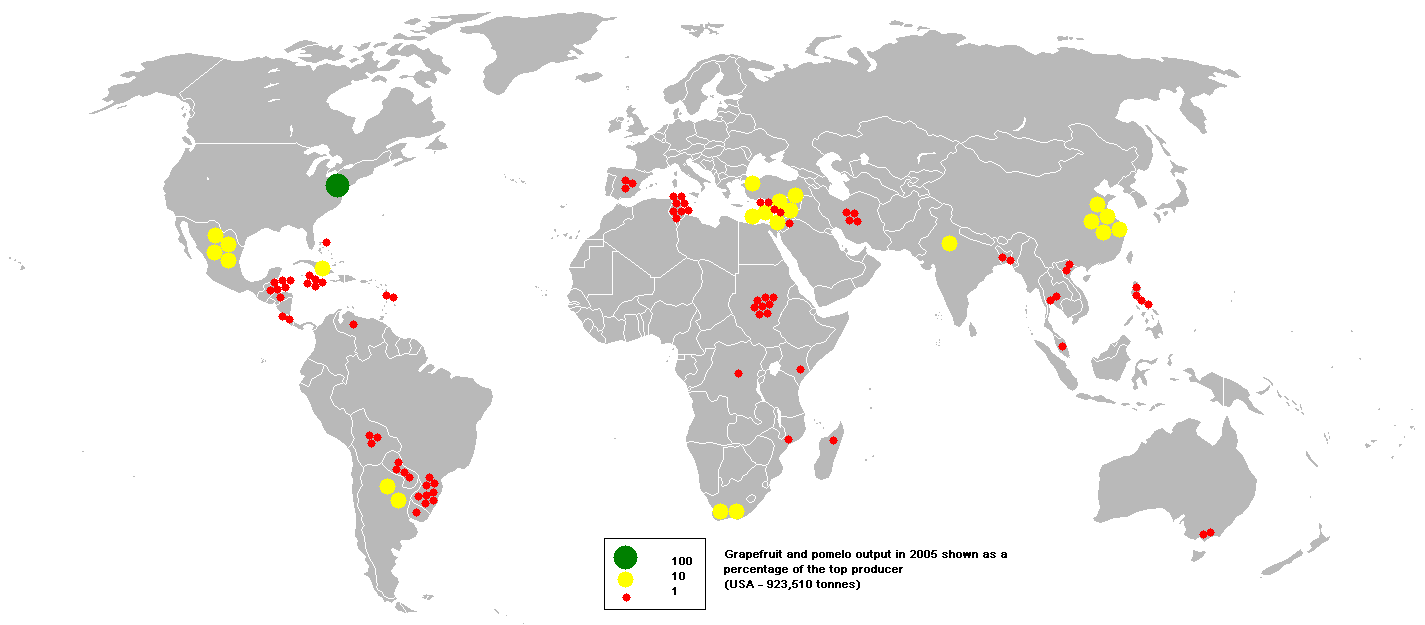
主な生産地

### 地域別の生産量
2011年における地域別の生産量の比率は以下の通りである。
| 順位 | 地域       | 比率(%) |
| ---- | ---------- | ------- |
| 1    | アジア     | 31.4    |
| 2    | 北アメリカ | 22.9    |
| 3    | アフリカ   | 10.4    |
| 4    | 南アメリカ | 4.3     |
| 5    | ヨーロッパ | 0.9     |
| 6    | オセアニア | 0.1     |

### 国別の生産量
2011年における国別の生産量は以下の通りである。
| 順位 | 国名             | 生産量(千トン) | 全世界に占める割合(%) |
| ---- | ---------------- | -------------- | --------------------- |
| 1    | 中国             | 3,611          | 45.7                  |
| 2    | アメリカ合衆国   | 1,147          | 14.5                  |
| 3    | 南アフリカ共和国 | 416            | 5.3                   |
| 4    | メキシコ         | 397            | 5.0                   |
| 5    | タイ王国         | 379            | 4.8                   |
| 6    | トルコ           | 219            | 2.8                   |
| 7    | インド           | 196            | 2.5                   |
| 8    | アルゼンチン     | 189            | 2.4                   |
| 9    | スーダン         | 184            | 2.3                   |
| 10   | イスラエル       | 184            | 2.3                   |
| ‐    | 世界計           | 7,893          | 100.0                 |

## 日本とグレープフルーツ
亜熱帯地域原産の植物であるため、生育には高温が必要で、日本では限られた地域でしか収穫できない。日本に初めて輸入されたのは昭和初期であったが、当時は高級品であり砂糖やブランデーをかけて食べるのが流行った。1971年の輸入自由化に伴い、一般家庭でも手軽に食す事が出来るフルーツとなった。
99%以上が輸入グレープフルーツ
日本で流通するグレープフルーツは、99%以上が世界各地から輸入されたもので、その7割近くをアメリカ産が占めている。
2004年の輸入量（ポメロを含む）は約28万9000トン、2018年の輸入量は約7万2000トンだった。その15年ほどでおよそ1/4に減少した。日本人全体のグレープフルーツ消費量が減少傾向にあるが、特に若者では顕著で、グレープフルーツを一度も食べたことがないという若者もいる。
なお果実の輸入品には品質維持と腐敗防止のために収穫後に農薬（殺菌剤）が塗布されている。これをポストハーベストと呼ぶ（日本の法律では食品添加物扱い）。
わずかな量の国内産グレープフルーツ
国内生産されている「限られた地域」とは静岡県（浜松市）と熊本県で、2019年（令和元年）における静岡県のグレープフルーツの栽培面積はわずか1.1ヘクタール、収穫量が23.3トン、出荷量は18.6トン（※「万トン」ではなく「トン」）となっていて、熊本県もほぼ同様の栽培面積で出荷量としては7.8トンである。静岡県と熊本県で国内生産のほぼ100%を占める。
流通の単位
バナナやオレンジ、グレープフルーツなどの輸入果実を卸売市場で取引するときの単位は「カートン」と言い、グレープフルーツは1カートン40個である。

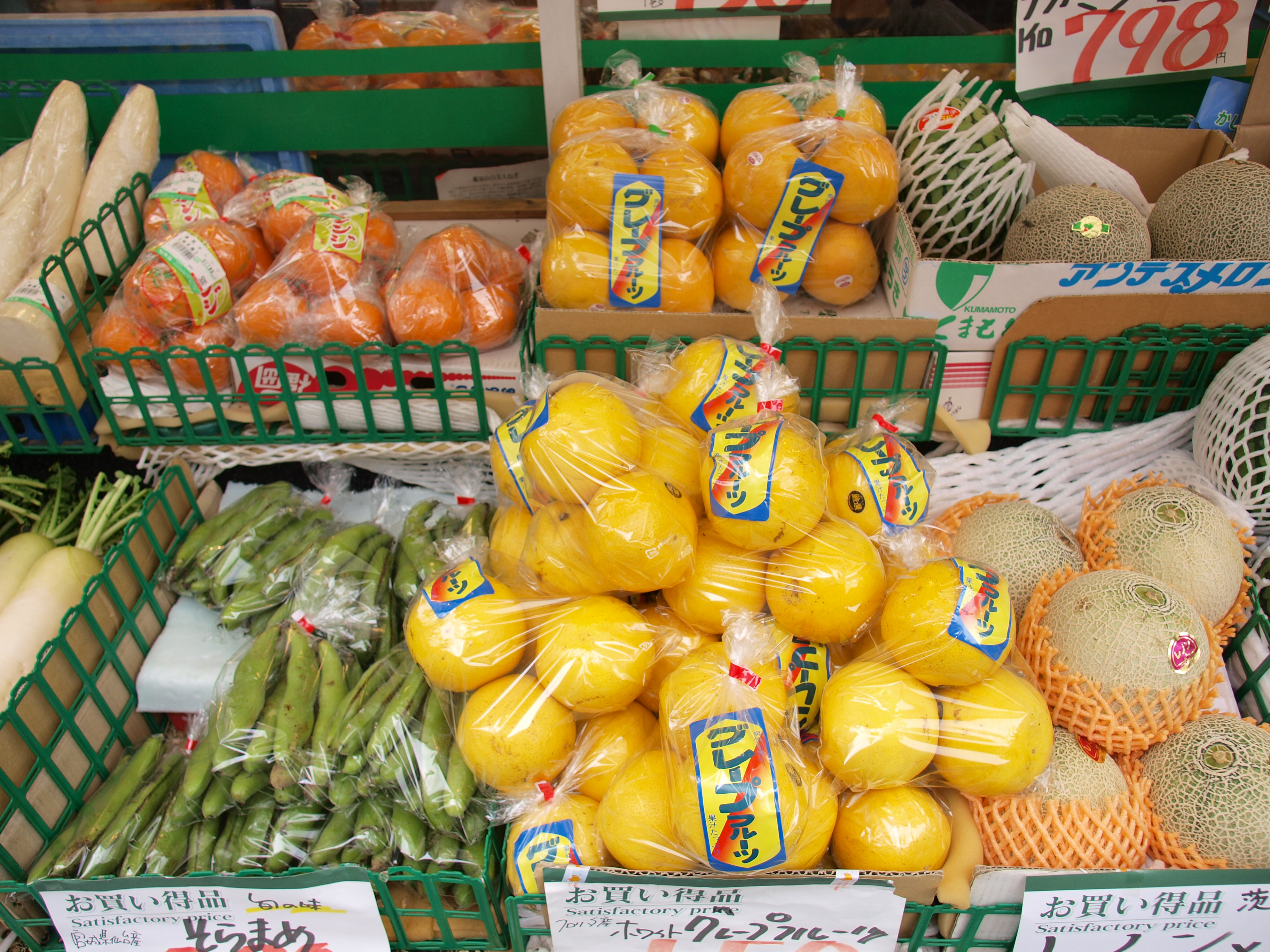
日本の八百屋の店頭に並ぶグレープフルーツ。
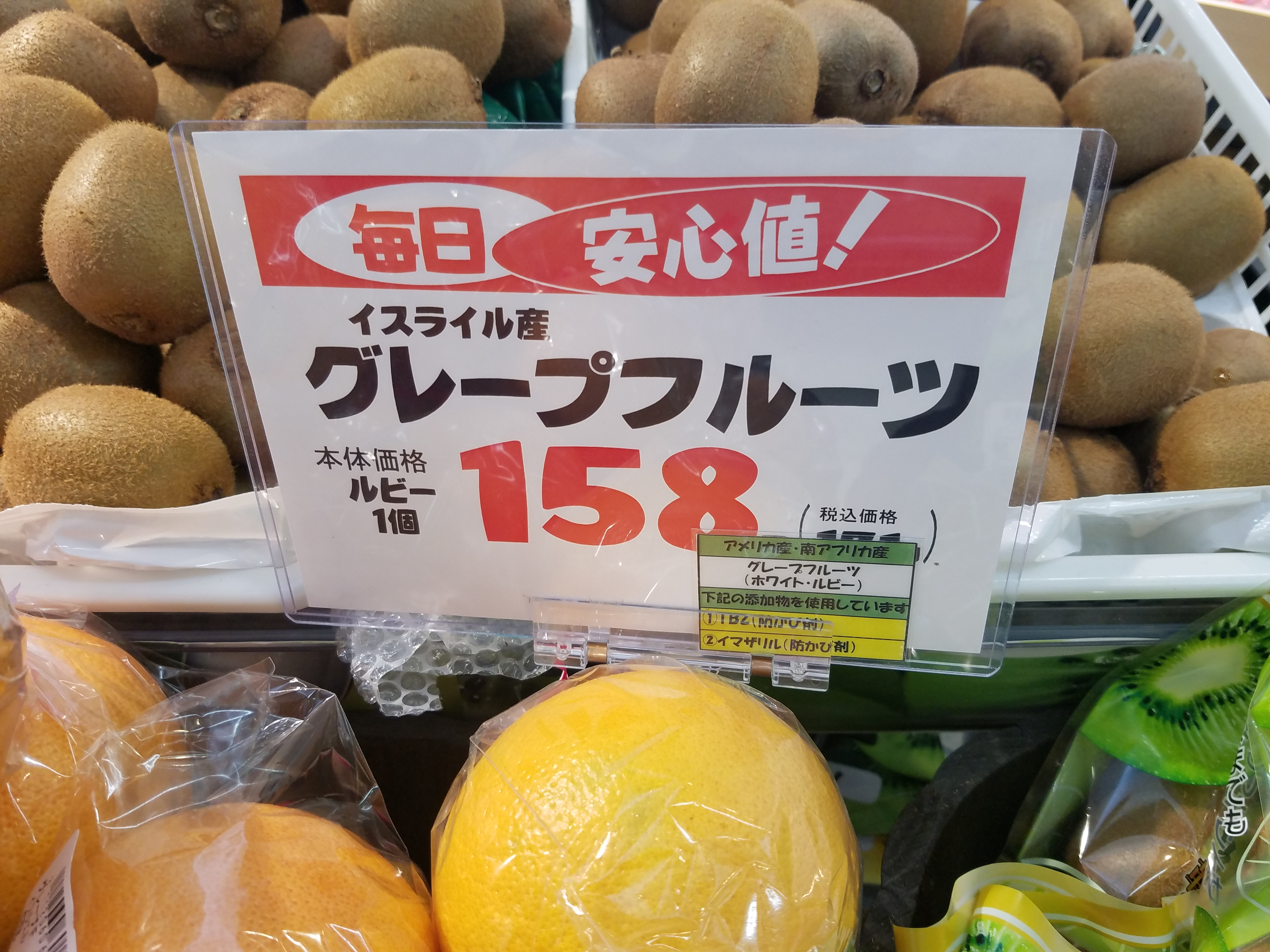
日本の店頭で「イスライル産」と表記されてしまったグレープフルーツ。正しくは「イスラエル産」。